# Florian Grotz
Florian Grotz (* 1971 in Ulm) ist ein deutscher Politikwissenschaftler.

## Leben
Grotz studierte 1992 bis 1997 Politikwissenschaft, Slawistik und Philosophie an der Ruprecht-Karls-Universität Heidelberg. 1999 erfolgte an der dortigen Philosophisch-Historischen Fakultät bei Dieter Nohlen und Klaus von Beyme mit einer Dissertation zum Thema Politische Institutionen und post-sozialistische Parteiensysteme in Ostmitteleuropa. Polen, Ungarn, Tschechien und die Slowakei im Vergleich seine Promotion (summa cum laude). An der Freien Universität Berlin erfolgte 2007 zudem bei Joachim Jens Hesse und Klaus von Beyme seine Habilitation zum Thema Europäisierung und nationale Staatsorganisation. Institutionenpolitik in föderalen und unitarischen EU-Staaten im Vergleich.
Nach einer Privatdozentur in Berlin, einer Gastprofessur in Moskau und der Vertretung von Lehrstühlen in Würzburg und Lüneburg wurde Grotz 2011 Professor für das Politische System der Bundesrepublik Deutschland am Zentrum für Demokratieforschung der Leuphana-Universität Lüneburg. Im Jahr darauf war er des Weiteren Gastprofessor an der Karl-Franzens-Universität Graz. 2013 wurde er schließlich Professor für Politikwissenschaft, insbesondere Vergleichende Regierungslehre, an der Helmut-Schmidt-Universität in Hamburg.
Zu seinen Forschungsschwerpunkten zählen die Innenpolitik, Politische Institutionen und Politische Systeme im internationalen Vergleich. Grotz ist unter anderem Mitglied in der Deutschen Vereinigung für Politische Wissenschaft, der Deutschen Gesellschaft für Osteuropakunde und der Deutschen Gesellschaft für Politikwissenschaft, deren Vorsitzender er von 2019 bis 2021 war. Darüber hinaus ist er als Gutachter für wissenschaftliche Zeitschriften und Institutionen tätig.
Gemeinsam mit Dieter Nohlen ist er Herausgeber des Kleinen Lexikons der Politik, das 2015 in der sechsten Auflage erschien.

## Schriften (Auswahl)
- Politische Institutionen und post-sozialistische Parteiensysteme in Ostmitteleuropa. Polen, Ungarn, Tschechien und die Slowakei im Vergleich, Leske & Budrich, Opladen 2000, ISBN 3-8100-2746-4.
- mit Dieter Nohlen und Christof Hartmann: Elections in Asia and the Pacific. A data handbook, OUP, Oxford 2001, ISBN 978-0-1992-4959-6.
- mit Joachim J. Hesse: Europa professionalisieren. Kompetenzordnung und institutionelle Reform im Rahmen der Europäischen Union, Duncker & Humblot, Berlin 2005, ISBN 3-428-11950-9.
- Europäisierung und nationale Staatsorganisation. Institutionenpolitik in föderalen und unitarischen EU-Staaten, Nomos, Baden-Baden 2007, ISBN 978-3-8329-2608-3.
- als Hrsg. mit Theo A. J. Toonen: Crossing borders. Constitutional development and internationalisation. Essays in honour of Joachim Jens Hesse, de Gruyter Recht, Berlin 2007, ISBN 978-3-89949-479-2.
- mit Silvia Bolgherini: La Germania di Angela Merkel, il Mulino, Bologna 2011, ISBN 978-8-81513-853-8.
- als Hrsg. mit Ferdinand Müller-Rommel: Regierungssysteme in Mittel- und Osteuropa. Die neuen EU-Staaten im Vergleich, VS Springer, Wiesbaden 2011, ISBN 978-3-531-16586-8.
- mit Joachim Behnke und Christof Hartmann: Wahlen und Wahlsysteme, Oldenbourg, Berlin 2015, ISBN 978-3-486-71738-9.
- als Hrsg. mit Daniele Caramani: Voting Rights in the Age of Globalization, Routledge, London 2016, ISBN 978-1138653689.
- mit Wolfgang Schroeder: Das politische System der Bundesrepublik Deutschland – Eine Einführung, Springer VS, Berlin 2021, ISBN 978-3-658-08637-4.